# Xuân Long, Cao Lộc
Xuân Long là một xã thuộc huyện Cao Lộc, tỉnh Lạng Sơn, Việt Nam.

## Địa lý
Xã Xuân Long nằm ở phía Tây Nam huyện Cao Lộc và cách trung tâm huyện 18 km, có vị trí địa lý: 
- Phía đông giáp xã Quảng Lạc, thành phố Lạng Sơn
- Phía tây Giáp xã Tràng Các, huyện Văn Quan
- Phía bắc giáp xã Đồng Giáp, huyện Văn Quan
- Phía nam giáp xã Tân Thành, huyện Cao Lộc

Xã Xuân Long có diện tích 23,08 km², dân số năm 2018 là 2.702 người, mật độ dân số đạt 119 người/km².
Theo thống kê năm 2019, xã Xuân Long có diện tích 23,08 km², dân số năm 2019 là 2.727 người, mật độ dân số đạt 120người/km².

### Địa hình
Địa hình của xã chủ yếu là đồi núi thấp, xen kẽ là các vùng khe dọc và ruộng bậc thang. Cơ cấu thổ nhưỡng của xã chủ yếu là đất ferelit hình thành trên đá mắc ca trung tính và kiềm. Ngoài ra, Xuân Long còn có đất biến đổi do trồng lúa và ruộng bậc thang.
Tổng diện tích đất tự nhiên của Xuân Long là 2.308,21 ha, trong đó diện tích đất nông nghiệp có 182,89 ha, đất lâm nghiệp 296,24 ha, còn lại là các loại đất khác.

### Khí hậu
Khí hậu của Xuân Long chia làm 2 mùa rõ rệt. Mùa nóng bắt đầu từ tháng 4 đến tháng 10 hằng năm, tháng nóng nhất nhiệt độ lên tới 270C - 320C. Mùa lạnh từ tháng 11 năm trước đến tháng 3 năm sau, nhiệt độ trung bình là 130C, có ngày nhiệt độ xuống dưới 00C, thường xuyên xảy ra hiện tượng sương mù, sương muối, băng giá, cao điểm từ tháng 11 đến tháng 1 gây ảnh hưởng không nhỏ tới sản xuất và chăn nuôi; nhiệt độ trung bình là 210C. Lượng mưa trung bình hằng năm của xã tương đối thấp, thường dao động từ 1.300mm - 1.400mm, tập trung chủ yếu từ tháng 5 đến tháng 9; độ ẩm trung bình cả năm trên 80%.
Trên địa bàn xã có suối Nà Lìn và suối Nà péc, là nguồn cung cấp nước mặt cho sản xuất nông nghiệp và sinh hoạt của nhân dân. Suối Nà Lìn bắt nguồn từ Lùng Thương xã Tràng Các (huyện Văn Quan) và một nhánh nhỏ bắt nguồn từ thôn Lục Niểng chạy qua thôn Bản Tàn xuống Nà Kiêng nhập vào suối Nà Lìn chạy qua các thôn Nà Kiêng, Nà Lìn. Suối Nà Péc bắt nguồn từ thôn Phai Sác chạy qua thôn Khôn Chủ xuống nhập với suối Nà Lìn.

## Hành chính
Xã Xuân Long được chia thành 5 thôn: Long Thượng, Long Giang, Long Sơn, Long Quế, Long Tràng.

## Lịch sử
Trải qua các thời kỳ lịch sử Xuân Long có nhiều lần thay đổi về tên gọi, địa dư hành chính. Theo cuốn: Tên làng xã và các địa dư Bắc Kỳ đến những năm 20 của thế kỷ XX, xã Xuân Long vốn là hai xã Thượng Lạc và Tràng Quế thuộc tổng Tràng Quế, châu Ôn, phủ Trường Khánh, thừa tuyên Lạng Sơn.
Sang thế kỷ XX, Xuân Long gồm 2 xã Thượng Lạc, Tràng Quế thuộc tổng Tràng Quê, châu Cao Lộc, tỉnh Lạng Sơn. Tại thời điểm này, xã Thượng Lạc gồm các xóm: Nà Lân, Bản Than Thượng, Bản Than Hạ, Nà Mạ, Khôn Chủ, Cọn Hện, Vằn Mình; xã Tràng Quế gồm: Nà Ca, Co Ngốc, Nà Kiêng, Báo Sao, Khôn Gianh, Phai Sác, Khôn Bó, Phục Nà, Cốc Nà, Lũng Nương.
Cách mạng tháng Tám năm 1945, thành công, dưới chính thể của nước Việt Nam Dân chủ Cộng hòa, cấp tổng ở Cao Lộc bị xóa bỏ, phủ được đổi thành huyện, thay tên gọi bản bằng thôn. Các xã Thượng Lạc, Tràng Quế là đơn vị hành chính thuộc huyện Cao Lộc, tỉnh Lạng Sơn. Cũng trong thời gian này, 2 xã Thượng Lạc và Tràng Quế sáp nhập thành xã Xuân Long, huyện Cao Lộc. Sau khi sáp nhập, xã Xuân Long có 13 thôn: Nà Mạ, Khôn Chủ, Vằn Mình, Nà Ca, Nà Kiêng, Báo Sao, Khôn Danh, Phai Sác, Khôn Bó, Lục Niểng, Bản Tàn, Nưa Muồn, Nà Lìn.
Từ năm 1976 đến 2018, xã Xuân Long bao gồm 10 thôn bản: Nưa Muồn, Lục Niểng, Nà Ca, Bản Tàn, Khôn Chủ, Phai Sác, Khôn Bó, Báo Sao, Nà Lìn, Nà Kiêng.
Thực hiện Nghị quyết số 64/NQ-HĐND ngày 10 tháng 12 năm 2019 của Hội đồng nhân dân tỉnh Lạng Sơn về việc sáp nhập, đặt tên thôn,tổ dân phố trên địa bàn tỉnh Lạng Sơn. Xã Xuân Long tổ chức sáp nhập 8 thôn trên địa bàn như sau:
1. Sáp nhập thôn Nưa Muồn, thôn Lục Niểng thành thôn Long Thượng, kể từ ngày 1/01/2020
2. Sáp nhập thôn Khôn Chủ, thôn Phai Sác thành thôn Long Giang, kể từ ngày 1/01/2020
3. Sáp nhập thôn Khôn Bó, thôn Báo Sao thành thôn  Long Sơn, kể từ ngày 1/01/2020
4. Sáp nhập thôn Nà Lìn, thôn Nà Kiêng thành thôn Long Quế, kể từ ngày 1/01/2020.

Thực hiện Nghị quyết số 64/NQ-HĐND  ngày 10/12/2019 của Hội đồng nhân dân tỉnh Lạng Sơn về việc sáp nhập, đặt tên thôn,tổ dân phố trên địa bàn tỉnh Lạng Sơn. Xã Xuân Long tổ chức sáp nhập 2 thôn trên địa bàn như sau: Sáp nhập thôn Nà Ca, thôn Bản Tàn thành thôn Long Tràng, kể từ ngày 1/01/2021
Như vậy hiện nay xã Xuân Long bao gồm các thôn: Long Thượng, Long Giang, Long Sơn, Long Quế, Long Tràng.

## Kinh tế
Kinh tế chính của người Dân là sản xuất nông nghiệp. đời sống nhân từng bước được cải thiện. Ngoài canh tác lúa nước, nhân dân còn làm nương rẫy trồng ngô, khoai, sắn, . Ngoài ra, nhân dân địa phương còn làm vườn, chủ yếu trồng các loại cây ăn quả (hồng, mận,...), cây hồi, Trám đen....
Kinh tế phụ bao gồm chăn nuôi gia súc, gia cầm, và khai thác lâm sản.

## Văn hóa
Vùng đất Xuân Long là nơi cư trú của dân tộc Tày và Nùng. Trong cơ cấu dân cư của xã, người Nùng chiếm đa số (80%), sinh sống ở tất cả các thôn, bản. Dân tộc Tày chiếm 20% dân số. Địa bàn cư trú của người Tày, Nùng thường là những vùng gần sông, suối, gần các nguồn nước, vùng trũng thuận tiện cho việc khai phá thành những đám ruộng.
Người Tày, Nùng thường sống thành từng bản, hình thành từ những gia đình nhỏ phụ quyền thuộc các dòng họ khác nhau. Bản ít có vài chục hộ với 2 - 3 dòng họ. Tại các bản thường có 1 đến 2 dòng họ lớn chiếm ưu thế, có uy tín và ảnh hưởng lớn đến các quan hệ xã hội. Đó là những dòng họ có công khai phá đất đai và thành lập bản. Trong xã có một số các dòng họ lớn, định cư ở địa phương nhiều đời như họ Vi ở Nà Lìn, họ Lý ở Nưa Muồn. Họ Hoàng ở Nà Ca.
Xưa kia, Xuân Long có 3 đình là đình Nà Lìn (thôn Nà Lìn) và đình Nà Vài (Thôn Bản Tàn), Đình Nưa Muồn là một trong những công trình tín ngưỡng của nhân dân trong xã. Di tích đình Nà Vài do nhân dân trong thôn xây dựng lên hồi đầu thế kỷ XX. Kiến trúc kiểu nhà dân (chữ Nhất (–)) có tường trình đất, mái lợp ngói âm dương, không có chạm khắc gì. Trong chiến tranh chống đế quốc Mỹ, đình bị trúng bom và không xây dựng lại từ đó. Đình thờ thần Hoàng Quý Minh (người gốc Nam Định), người đã có công khai phá xã Xuân Long, giúp nhân dân chăn nuôi, trồng trọt, dạy học vào khoảng 400 năm trước. Bên cạnh đó, xã còn đình thôn Nà Lình. Tuy nhiên, các đình đã bị hủy hoại trong chiến tranh và chưa được xây dựng lại. Ngoài ra, ở mỗi thôn Xuân Long còn có miếu thờ Thổ Công. Vào đầu năm mới, người dân thường đến miếu dâng mâm cỗ cầu Thổ Công ban một năm mới tốt lành, may mắn.

### Lễ hội
Lễ hội là một phần quan trọng trong đời sống văn hóa tinh thần của đồng bào Tày, Nùng ở Xuân Long. Lễ hội thu hút được nhiều người là hội Lồng tồng (còn có nghĩa là hội xuống đồng) được tổ chức vào ngày 5/1 (âm lịch) hằng năm, trong các dịp lễ hội nam nữ thường hát đối đáp đến sáng. Lễ hội thường tổ chức chủ yếu ở 2 thôn Nà Lìn và Bản Tàn, là dịp ăn mừng kết thúc một năm thắng lợi, đồng thời cũng chuẩn bị đón một năm mới đầy hy vọng; đây còn là dịp để con cháu báo công và tạ ơn tổ tiên đã phù hộ cho một năm làm ăn suôn sẻ, tốt đẹp. Sau phần lễ, phần hội diễn ra sôi nổi với những trò chơi dân gian như: múa sư tử, múa võ, kéo co. Ngoài ra, Xuân Long còn tổ chức lễ miếu vào ngày 2/3 và lễ đình vào ngày 1/4 âm lịch hằng năm. Trong ngày này, các gia đình nhờ thầy mo (thầy cúng) đến làm lễ, trước hết là để cảm ơn các thần đã phù hộ cho một mùa bội thu, sau đó là cầu thần linh phù hộ cho gia đình tiếp tục được bội thu, no ấm trong vụ sản xuất tới.
Trong mỗi dịp lễ hội, làn điệu "lượn" là nét đặc trưng văn hóa của người Tày ở Xuân Long. Lượn là hình thức sinh hoạt tinh thần của nam nữ thanh niên dùng để trao đổi tình cảm lứa đôi. Theo các cụ nghệ nhân, lượn đã có từ khoảng thế kỷ XVI, phát triển thịnh hành vào cuối thế kỷ XIX đầu thế kỷ XX này. Ở Xuân Long, vào dịp lễ hội, nam nữ thanh niên sẽ đi trẩy hội, hò hẹn, hát giao duyên chơi xuân. Ban ngày họ vui chơi ngoài hội, đến chiều tối họ mời nhau cùng về nhà hoặc là tạm biệt nhau qua đêm, hẹn hò đi tiếp hội làng khác. Vào những dịp này, những đôi trai gái hát lượn đối đáp với nhau. Ngoài ra, lượn còn được sử dụng trong các đám cưới, khi mà các dạ sống (bà đưa) đáp thủ tục văn nghệ với Pú quan làng (ông quan làng), họ đều sử dụng hát lượn để làm thủ tục đối đáp trong đám.
Với người Nùng, làn điệu Sli lại là dân ca đặc trưng. Sli có hai loại là Sli Slong Hầu và Slình làng. Trong đó, làn điệu Sli Slình làng có tới ba hình thức diễn xướng khác nhau là xướng sli, đơn sli và đồng sli. Đơn sli và sli tập thể là hai hình thức diễn xướng kết hợp hài hòa với nhau, để biểu lộ tình cảm giữa nam và nữ. Trong các ngày hội hay chợ phiên, nam nữ thanh niên Nùng rủ nhau đến chợ, đến hội để vui chơi và tìm bạn. Vào ngày này, nếu là bạn đã thân quen và hẹn hò, họ thường ra chỗ vắng để tâm tình. Họ ngồi và đứng cách nhau cả chục mét giữa bụi sim hay dưới bóng cây dâm mát, xướng hát sli đối đáp nhau. Đối với hội xuân, ban ngày họ thưởng thức cuộc vui, chiều đến thường mời nhau bằng hình thức hát xướng sli.
Ngoài làn điệu Sli và làn điệu lượn, Xuân Long còn nét văn hóa là hát then. Hát then là loại hình diễn xướng dân gian đặc sắc của bà con dân tộc Tày, Nùng Lạng Sơn nói chung và Xuân Long nói riêng, một thể loại văn nghệ dân gian độc đáo và hấp dẫn. Hát then thường được tổ chức trong ngày lễ, mừng nhà mới, hội then (lẩu then), cầu an, chúc thọ người cao tuổi,... với ước mơ về sự bình an, hạnh phúc đến với làng bản và con người. Then lôi cuốn không chỉ dừng lại ở lời ca, tiếng tính tẩu mà còn cuốn hút bởi nghệ thuật biểu diễn vũ đạo của nghệ nhân hay không gian, thời gian diễn xướng,... Ở Xuân Long, then thể hiện văn hóa tâm linh đặc trưng của người dân nơi đây.

## Giao thông
Xuân Long có 2 con đường dân sinh, một đường bắt nhánh từ km số 05 Quốc lộ 1 cũ, đoạn chạy qua xã dài 5 km, một đường bắt nhánh từ km số 10 Quốc lộ 1 cũ vào Phai Sác đi qua trung tâm xã sang huyện Văn Quan. Đây là 2 con đường quan trọng trong việc giao lưu liên lạc của Xuân Long với các xã khác trong huyện. Ngoài ra, trong xã còn có các con đường mòn nối liền giữa các thôn xóm. Các tuyến đường liên xã, liên xóm được tu sửa giúp nhân dân đi lại thuận tiện và giao lưu, phát triển kinh tế - xã hội thời kỳ mới.